# 翼尖小翼

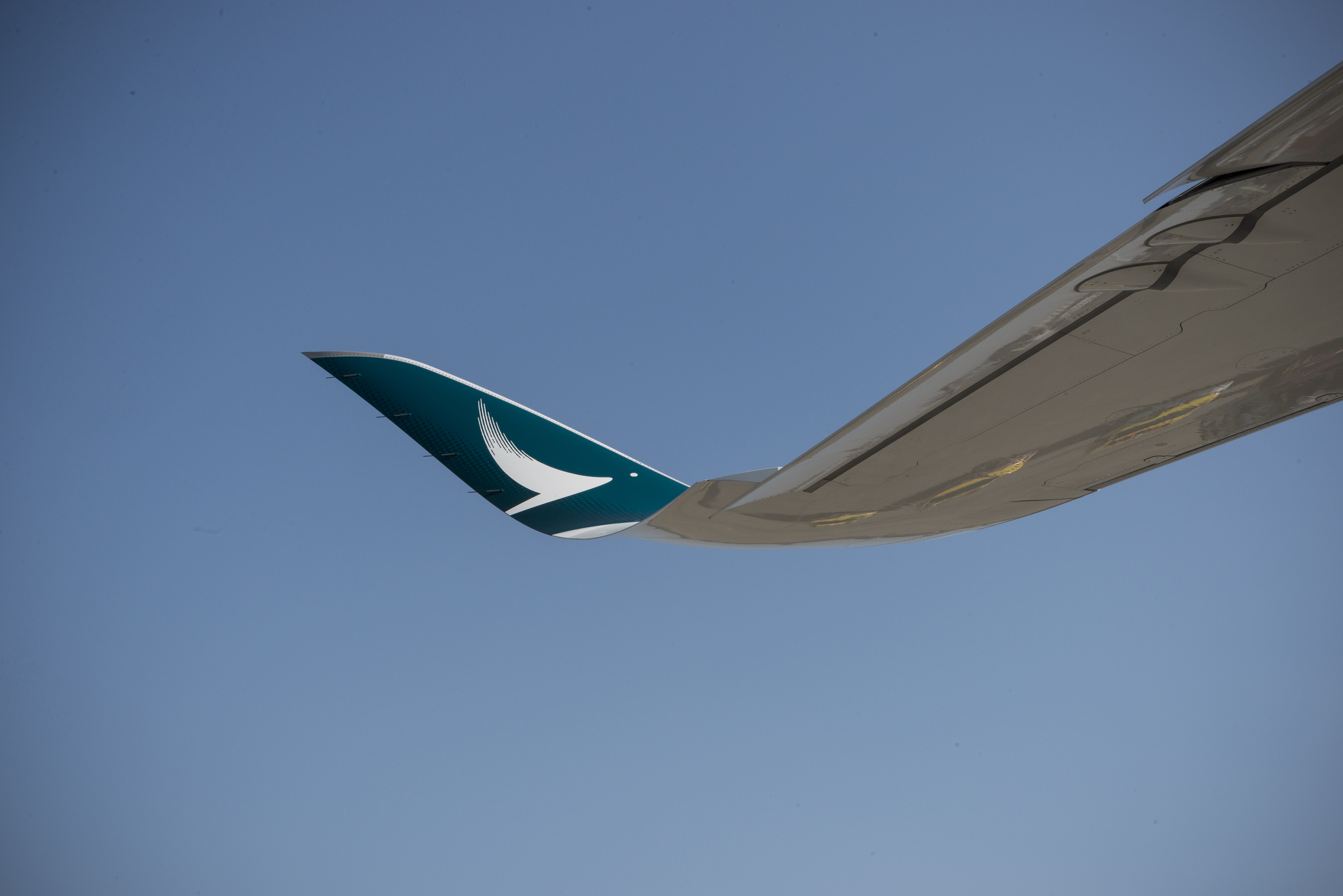
国泰航空空中巴士A350的翼尖小翼

翼尖小翼（winglet），又稱作翼梢小翼、翼尖帆或翼端帆，通常用于提高固定翼航空器机翼的效率，也可用来改善航空器的操纵特性。

## 原理
飛機維持正常飛行時所需的升力是靠機翼上下表面的壓力差產生的，由於上下表面壓差的存在，翼尖附近機翼下表面空氣會繞流到上表面，形成翼尖渦流，致使翼尖附近區域機翼上下表面的壓差降低，從而導致這一區域產生的升力降低。為了削弱這種繞流現象對升力的影響，很多飛機的翼尖都安裝了翼尖小翼（又稱為「翼尖整流片」），用以阻礙上下表面的空氣繞流，降低因翼尖渦流造成的升力誘導阻力，減少繞流對升力的破壞，提高昇阻比，達到增加升力的目的。對於有動力航空器來說還可降低油耗。不過增加翼尖小翼，翼端結構為了組裝翼尖小翼會比較複雜，也會增加一些額外的重量，若是裝了翼尖小翼都只飛兩小時內短程航線，油耗反而會增加，飛長程航線才能得到降低油耗的效益。

## 規格
翼尖小翼形狀因各種飛機型號不同而有所變異。因為國際油價抬升，所以各航空公司紛紛要求廠商加裝翼尖帆以提高飞机的油耗效率及整体（空气动力）表现，例有些機型如空中巴士A300、波音727、波音757和波音767原設計並無翼尖小翼，後來才加裝上去。
典型的翼尖帆如波音公司（Boeing）生產的747-400（專為日本國內航線設計的747-400D型及改裝的747 LCF除外）飛機和空中巴士（Airbus）的A330和A340飛機。另一種則是空中巴士A320系列、A310和A380的箭鏃型翼尖帆，這款翼尖帆可說是空中巴士的標準经典形式。還有新一代波音737-800、900（ER）、灣流V公務機、空中巴士A320neo系列、空中巴士A330neo及空中巴士A350的大型融合式翼尖帆，以及MD-11、波音737MAX上下兩片式翼尖帆。而波音的新設計客機如波音777、波音787、波音747-8都以特殊的上帆角（raked winglet）設置代替翼尖帆。2020年首次試飛的波音777X則為了能降低在地面時的翼展，達到與現行777相同之機場需求，裝有新開發的活動式上帆角。
一般的軍用機中，戰鬥機由於涉及到空氣動力學、超音速巡航與近距高速空中纏鬥的需求，且航程（作戰半徑）較短，故無安裝翼尖小翼的需求，部分在航空母艦上起降的軍機亦無翼尖小翼的設計；而針對長途飛行任務設計的戰略轟炸機、空中加油機、運輸機、空中預警機，為了增加續航力而加裝了翼尖小翼。
除了飛機以外，現今大多數賽車也會在後擾流器兩端裝上翼尖小翼。部份風力發電機也會在葉片尖端安裝翼尖帆。

## 圖片

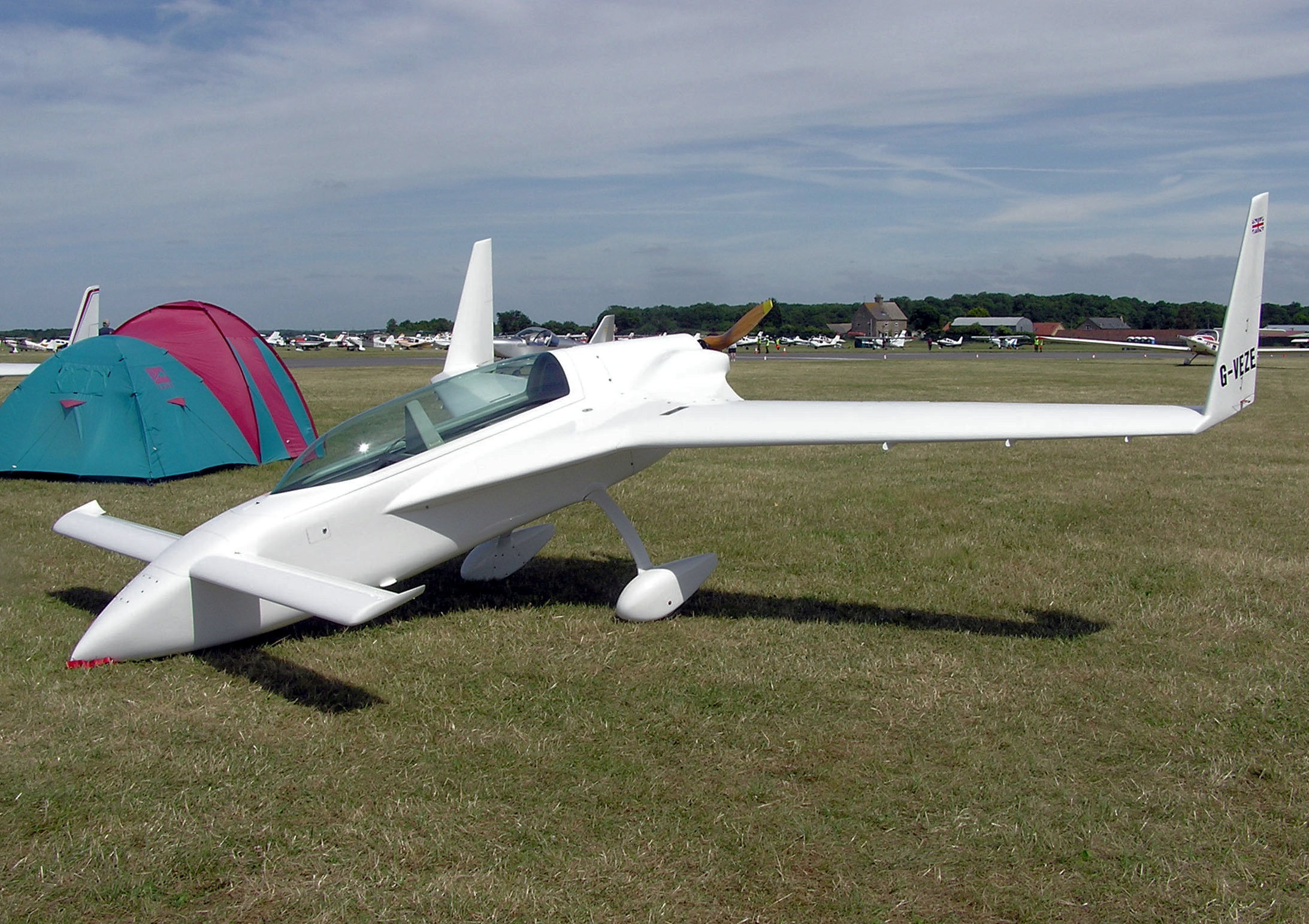
Rutan VariEze為最早使用翼尖小翼（1975年）的飛機
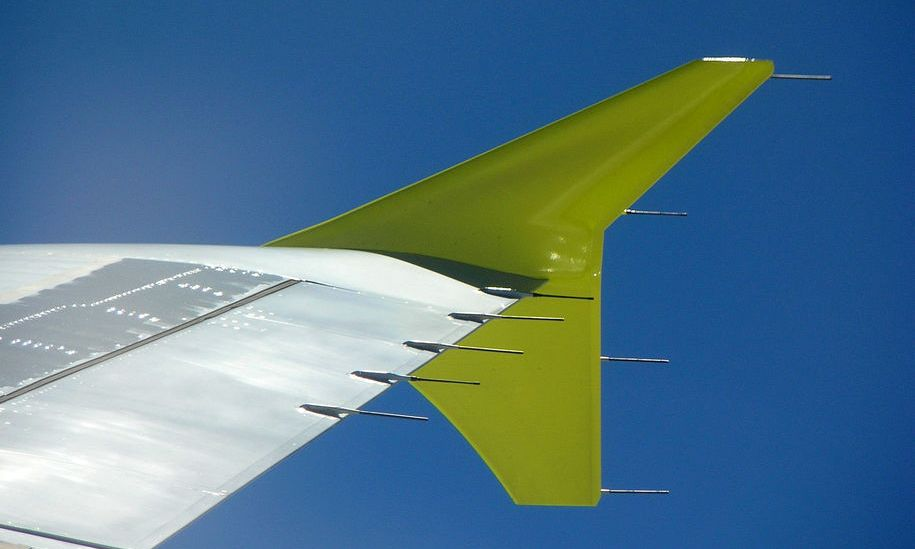
空中巴士A320、310及380的箭鏃型翼尖小翼
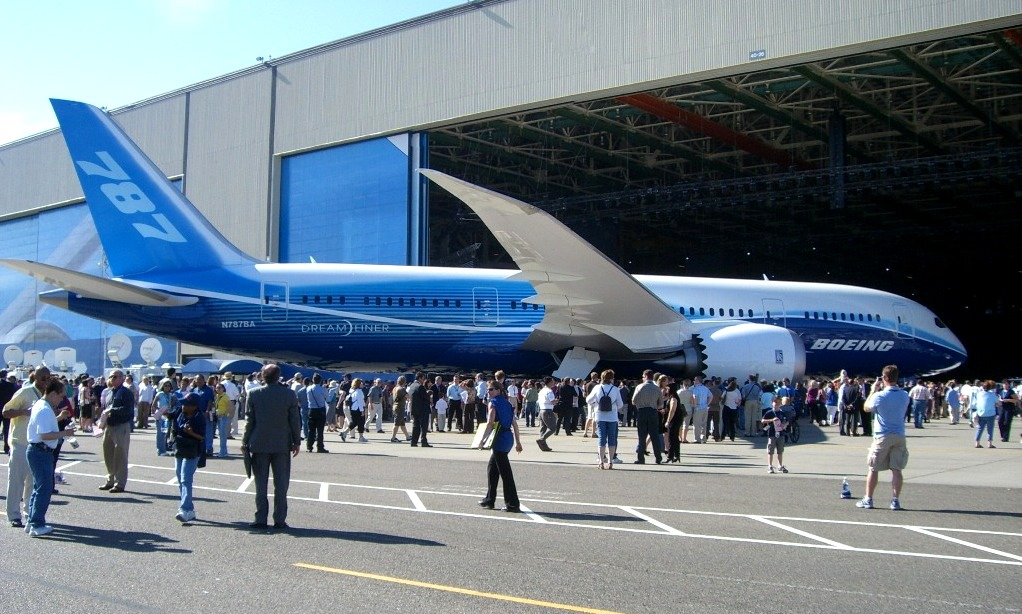
787的翼尖上帆角（倾斜式翼尖）
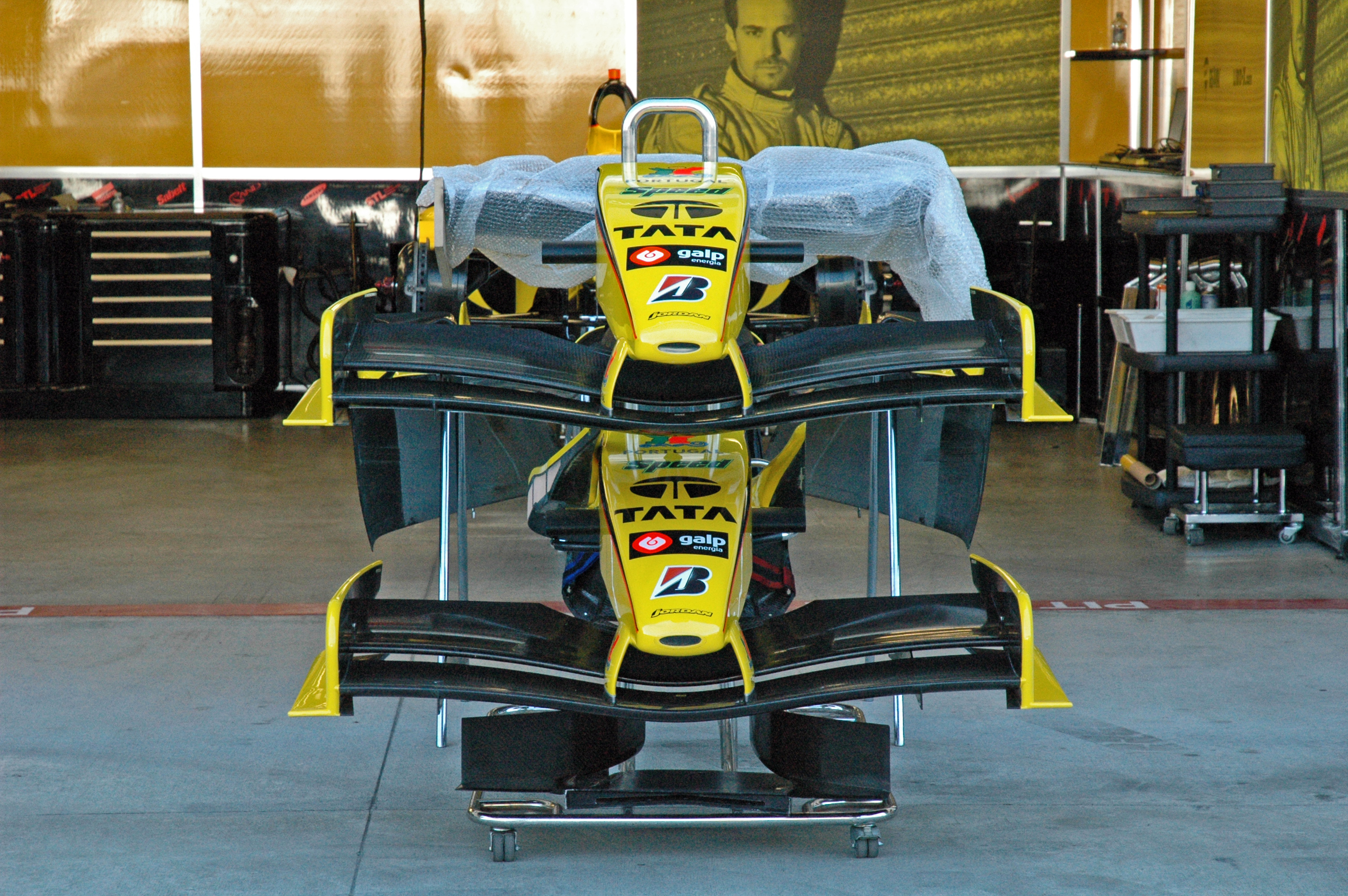
賽車的翼尖小翼
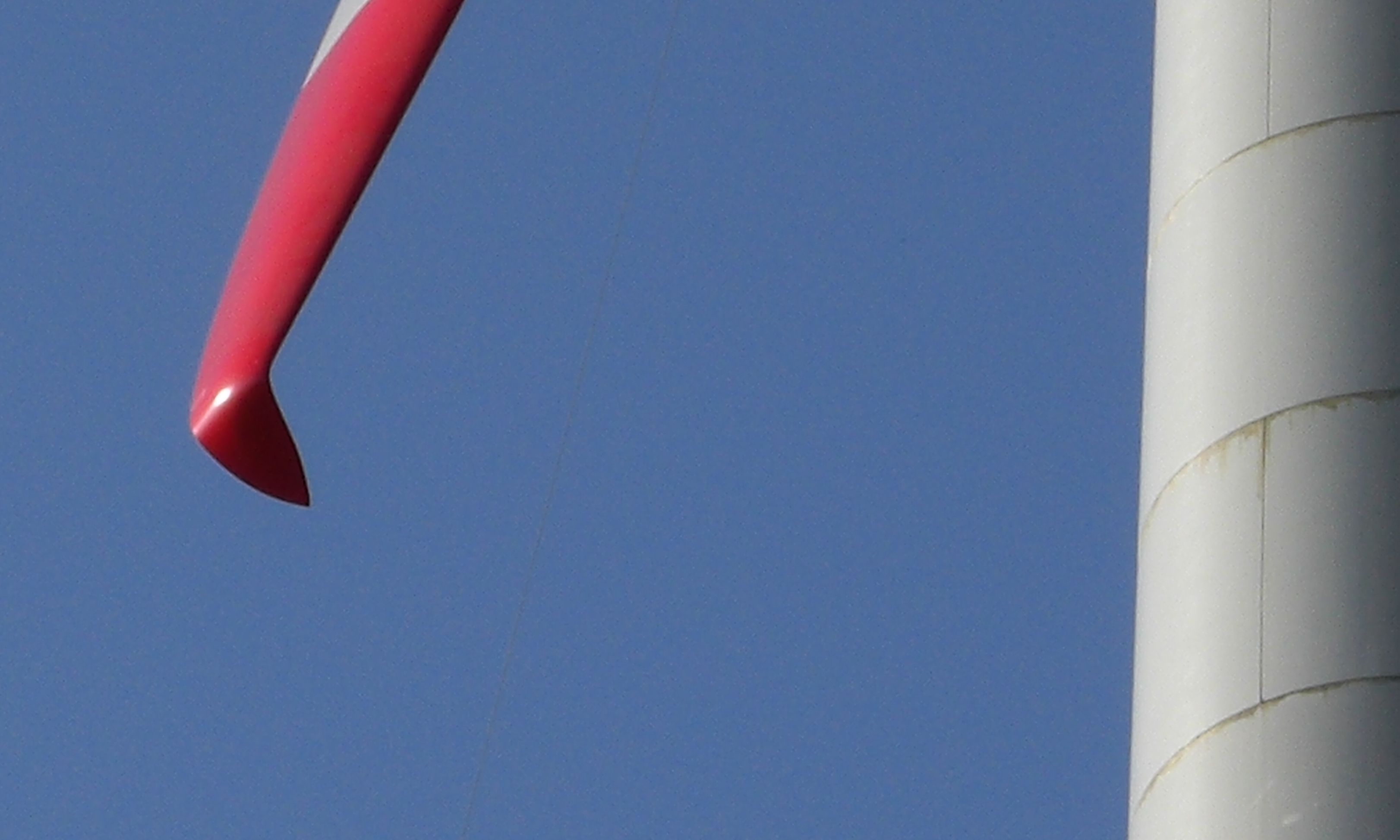
風力發電機的翼尖小翼